# Zoran Nižić
Zoran Nižić (hr[zǒran nǐːʒitɕ]; n. 11 octombrie 1989) este un jucător de fotbal croat care joacă pe postul de fundaș pentru FC Ahmat Groznîi în Prima Ligă Rusă.

## Carieră
Nižić și-a început cariera la clubul de origine HNK Zmaj Makarska, devenind titular la echipa din Trena HNL Jug. El a obținut un transfer în străinătate în 2009, în vârstă de doar 19 ani, în a Doua Divizie Belgiană, jucând pentru FC Bruxelles timp de trei sezoane, fiind și aici titular. După încheierea contractului său, Nižić sa întors în Croația și s-a antrenat pentru câteva luni cu HNK Hajduk Split, înainte de a semna cu ei la sfârșitul anului 2012. El a debutat în campionat pentru Hajduk pe 16 februarie 2013 și a intrat în meci în locul lui Matej Jonjić, care s-a accidentat, într-o victorie scor 2-0 împotriva lui NK Slaven Belupo.
În iunie 2018, Nižić a fost numit în echipa Prva HNL a sezonului pentru sezonul 2017-2018.
În august 2018, Nižić a refuzat să joace pentru Hajduk atât în Liga, cât și în meciurile europene, din cauza unei febră, totuși s-a demonstrat faptul că Nižić a refuzat să joace pentru echipă din cauza frustrărilor față de conducerea clubului și a politicii sale de transfer față de el și de alți jucători. S-a certat cu directorul sportiv al lui Hajduk, Saša Bjelanović la vestiare, ceartă în urma căreia a pierdut banderola de căpitan. După acest incident a fost trecut pe lista de transferuri.
La 27 august 2018, a semnat un contract de 3 ani cu clubul din Prima Ligă Rusă FC Ahmat Groznîi.

## Cariera la națională
În luna mai a anului 2018 a fost numit în lotul lărgit de 32 de jucători ai  Croației pentru Campionatul Mondial din 2018 din Rusia, dar nu a fost inclus în lotul definitiv de 23 de jucători.

## Statistici privind cariera
Până pe 30 martie 2019
| Club           | Sezon         | Campionat                        | Campionat | Campionat | Cupă    | Cupă   | Continental | Continental | Total   | Total  |
| Club           | Sezon         | Divizie                          | Meciuri   | Goluri    | Meciuri | Goluri | Meciuri     | Goluri      | Meciuri | Goluri |
| -------------- | ------------- | -------------------------------- | --------- | --------- | ------- | ------ | ----------- | ----------- | ------- | ------ |
| Bruxelles      | 2009-2010     | Divizia a doua a Belgiei         | 32        | 0         | 0       | 0      | -           | -           | 32      | 0      |
| Bruxelles      | 2010-2011     | Divizia a doua a Belgiei         | 29        | 2         | 0       | 0      | -           | -           | 29      | 2      |
| Bruxelles      | 2011-2012     | Divizia a doua a Belgiei         | 23        | 0         | 0       | 0      | -           | -           | 23      | 0      |
| Bruxelles      | Total         | Total                            | 84        | 2         | 0       | 0      | 0           | 0           | 84      | 2      |
| Hajduk Split   | 2012-2013     | Prima Ligă de Fotbal din Croația | 6         | 0         | 1       | 0      | -           | -           | 7       | 0      |
| Hajduk Split   | 2013-2014     | Prima Ligă de Fotbal din Croația | 12        | 0         | 3       | 0      | 0           | 0           | 15      | 0      |
| Hajduk Split   | 2014-2015     | Prima Ligă de Fotbal din Croația | 16        | 0         | 5       | 0      | 3           | 0           | 24      | 0      |
| Hajduk Split   | 2015-2016     | Prima Ligă de Fotbal din Croația | 16        | 2         | 2       | 0      | 7           | 1           | 25      | 3      |
| Hajduk Split   | 2016-2017     | Prima Ligă de Fotbal din Croația | 28        | 2         | 0       | 0      | 5           | 1           | 33      | 3      |
| Hajduk Split   | 2017-2018     | Prima Ligă de Fotbal din Croația | 23        | 3         | 4       | 1      | 6           | 0           | 33      | 4      |
| Hajduk Split   | 2018-2019     | Prima Ligă de Fotbal din Croația | 1         | 1         | -       | -      | 1           | 0           | 2       | 1      |
| Hajduk Split   | Total         | Total                            | 102       | 8         | 15      | 1      | 22          | 2           | 139     | 11     |
| Akhmat Groznîi | 2018-2019     | Prima Ligă din Rusia             | 1         | 0         | 1       | 0      | -           | -           | 2       | 0      |
| Total carieră  | Total carieră | Total carieră                    | 187       | 10        | 16      | 1      | 22          | 2           | 225     | 13     |